# Luis Latorre
Luis Latorre war ein uruguayischer Politiker.
Latorre hatte als Repräsentant des Departamento Tacuarembó in der 6. Legislaturperiode im Zeitraum vom 14. Februar 1853 bis zum 4. März 1854 ein Titularmandat in der Cámara de Representantes inne.